# Abby Ryder Fortson
Abby Ryder Fortson (Burbank, California, 14 de marzo de 2008) es una actriz estadounidense, conocida por intepretar a Ella Novak en Transparent, Harper Weil en The Whispers, Sophie Pierson en Togetherness, Cassie Lang en Ant-Man (2015) y Ant-Man and the Wasp (2018), y Margaret Simon en Are You There God? It's Me, Margaret (2023).
Es hija de la actriz Christie Lynn Smith y su esposo, John Fortson.
El 6 de enero de 2024, Fortson fue ganadora del premio Star on the Rise en los Premios Astra 2024 de la Hollywood Creative Alliance.

## Filmografía

### Películas
| Año  | Título                                | Papel           | Notas |
| ---- | ------------------------------------- | --------------- | ----- |
| 2014 | Playing It Cool                       | Niña            |       |
| 2015 | Ant-Man                               | Cassie Lang     |       |
| 2018 | Forever My Girl                       | Billy Anne Swan |       |
| 2018 | Ant-Man and the Wasp                  | Cassie Lang     |       |
| 2019 | A Dog's Journey                       | Joven C.J.      |       |
| 2023 | Are You There God? It's Me, Margaret. | Margaret Simon  |       |
| 2024 | Griffin in Summer                     | Kara            |       |

### Televisión
| Año       | Título                    | Papel          | Notas                                                         |
| --------- | ------------------------- | -------------- | ------------------------------------------------------------- |
| 2013      | The Mindy Project         | Clementine     | 1 episodio                                                    |
| 2014      | Transparent               | Ella Novak     | Papel recurrente (temporada 1)                                |
| 2015      | The Whispers              | Harper Weil    | Papel recurrente                                              |
| 2015-2016 | Togetherness              | Sophie Pierson | Papel recurrente (temporada 1), papel principal (temporada 2) |
| 2016      | Miles from Tomorrowland   | Neeri          | 1 episodio; voz                                               |
| 2018      | Trolls: The Beat Goes On! | Priscilla      | 1 episodio; voz                                               |
| 2018      | Room 104                  | Elle           | 1 episodio                                                    |
| 2019      | T.O.T.S.                  | Tara el Tapir  | 1 episodio; voz                                               |
| 2020      | DuckTales                 | Niña           | 2 episodios; voz                                              |
| 2020      | Tales from the Loop       | Joven Loretta  | 2 episodios                                                   |
| 2020-2021 | Trolls: TrollsTopia       | Priscilla      | 3 episodios; voz                                              |